# Når fjordene blåner
|  | Denne artikel er oprettet af botten Steenthbot ud fra en ekstern database. Den kan derfor have sproglige fejl eller mangler. Denne skabelon kan fjernes efter kontrol af indholdet. |

Når fjordene blåner er en dansk dokumentarfilm fra 1987 instrueret af Aksel Hald-Christensen.

## Handling
Rejsefilm fra Norge.